# Synclerostola pertristis
Synclerostola pertristis är en fjärilsart som beskrevs av Köhler 1973. Synclerostola pertristis ingår i släktet Synclerostola och familjen nattflyn. Inga underarter finns listade i Catalogue of Life.